# Pont des Indes
Le Pont des Indes est un pont franchissant le Scorff sur la route de Lorient à Lanester, en France.

## Histoire
Un avant-projet de pont reliant Lorient à Lanester est émis en 2003 dans le cadre d'un projet de transport en commun en site propre dans la région de Lorient. Le projet est approuvé en 2004 par le conseil de Cap l'Orient agglomération ; les travaux commencent en 2005, et se montent à 11 millions d'euros. Le pont est inauguré le 3 septembre 2007.

## Sources
1. ↑  Un nouveau pont au cœur de l'agglomération, Cap l'Orient, consulté sur www.caplorient.com le 7 janvier 2012